# Aloe longibracteata
Aloe longibracteata é uma espécie de liliopsida do gênero Aloe, pertencente à família Asphodelaceae.